# Edward Janssens
Edward Janssens (Londerzeel, 18 gennaio 1946) è un ex ciclista su strada francese naturalizzato belga Professionista dal 1969 al 1979, fu vincitore di un Grote Prijs Stad Zottegem.

## Carriera
Ottimo scalatore, ha partecipato a sette edizioni del Tour de France, oltre a tre del Giro d'Italia. Per quanto riguarda il Tour, arrivò nono nel 1972; dopo questo buon risultato, decise, a sorpresa, di correre per la Molteni di Eddy Merckx.
Tuttavia, in maglia nero-arancio ottenne alcuni successi, oltre al decimo posto alla Grand Boucle del 1975.   

## Palmarès
- 1971

GP Briek Schotte
- 1973

4a tappa Giro del Belgio
- 1975

Leeuwse Pijl

## Piazzamenti

### Grandi Giri
- Tour de France

1971: 75°
1972: 10°
1973: ritirato
1974: 22º
1975: 9º
1977: 17º
1978: 16º
- Giro d'Italia

1973: 32º
1974: 34º
1976: 27º